# Hippotragus
Hippotragus är ett släkte i familjen slidhornsdjur (Bovidae) med två levande och en utdöd art.

## Utseende
Släktets främsta kännetecken är de långa böjda hornen som finns hos båda kön. Vuxna djur har vanligen 51 till 102 cm långa horn och hos vissa individer kan de vara 152 cm långa. Förutom hornen påminner arterna om hästar. Kroppslängden ligger mellan 188 och 267 cm (huvud och bål) och svansen är 37 till 76 cm lång. Mankhöjden är 100 till 160 cm och vikten varierar mellan 150 och 300 kg. Hannar är tydlig större och tyngre än honor. Pälsens färg varierar mellan blågrå (hos blåttbock), rödbrun (hos hästantilop) och svart (oftast hos sabelantilop). Buken är vit och på djurens nacke och främre rygg förekommer en tydlig man.

## Utbredning och habitat
Arterna lever i centrala, östra och södra Afrika. De vistas i olika habitat som savannen eller skogar. Blåttbocken förekom i södra Sydafrika, den dog ut omkring 1800.

## Ekologi
Arterna hittas sällan längre bort än 4 kilometer från vattenställen. Vid hot som uppfattas som mindre allvarliga springer individerna endast en kort sträcka. Blir hoten intensivare kan de uppnå en hastighet av 57 km/h. Sårade djur försvarar sig med hornen. Hästantilopen stannar vanligen i samma region och sabelantilopen vandrar flera gånger under året över cirka 40km. En hjord har hos hästantilopen vanligen 12 till 15 medlemmar och hos sabelantilopen upp till 100 medlemmar. Hjorden består av en alfahanne samt flera honor och ungar. Unga hannar måste lämna hjorden när de är 2,5 år gamla. De bildar sedan ungkarlsflockar med 2 till 5 medlemmar. Efter 5 till 6 år lever hannar ensam och de försöker få kontroll efter en hjord med honor.

## Systematik
Hippotragus tillhör underfamiljen gräsätande antiloper bland slidhornsdjuren. Släktet utgörs av tre arter.
- Blåttbock (H. leucophaeus), redan utdöd.
- Hästantilop (H. equinus)
- Sabelantilop (H. niger)